# Neocyclopina reducta
Neocyclopina reducta is een eenoogkreeftjessoort uit de familie van de Hemicyclopinidae. De wetenschappelijke naam van de soort is voor het eerst geldig gepubliceerd in 1953 door Herbst.